# پایگاه آب‌نشین پلیکان
پایگاه آب‌نشین پلیکان (به انگلیسی: Pelican Seaplane Base) یک فرودگاه همگانی بهره‌برداری هوایی با کد یاتا PEC است که یک باند فرود آب دارد و طول باند آن ۳۰۴۸ متر است. این فرودگاه در کشور ایالات متحده آمریکا قرار دارد و در ارتفاع ۰ متری از سطح دریا واقع شده‌است.

## شرکت‌های هواپیمایی و مقصدهای پروازی
| شرکت‌های هواپیمایی            | مقصدهای پروازی |
| ---------------------------- | -------------- |
| سرویس هواپیمای دریایی آلاسکا | جونو           |

### Statistics
| Carrier                      | مسافران (در حال ورود و خروج) |
| ---------------------------- | ---------------------------- |
| سرویس هواپیمای دریایی آلاسکا | ۱,۶۳۰(100%)                  |

| Rank | City              | Airport name & IATA code | Passengers | Passengers |
| Rank | City              | Airport name & IATA code | 2013       | 2012       |
| ---- | ----------------- | ------------------------ | ---------- | ---------- |
| 1    | جونو، آلاسکا      | جونو                     | 770        | 800        |
| 2    | الفین کوو، آلاسکا | پایگاه آب‌نشین الفین کووو | 60         | <10        |